# Joan Fa Busquets
Joan Fa Busquets   (Barcelona, 13 de desembre de 1943) és un exjugador de bàsquet i dirigent esportiu català. Fou president de la Federació Catalana de Basquetbol entre 2010 i 2019.
S'inicià a la Salle Bonanova, i després de passar pel Club de Tennis Barcino, l'any 1962 s'incorporà al Club Joventut de Badalona. Debutà en el primer equip la temporada 1963-64 i fou subcampió de Copa (1966) i campió de Lliga (1967). Fitxà pel Picadero, amb el qual assolí la Copa (1968), i retorna a la Penya (1970-71). Va ser internacional en totes les categories amb la selecció espanyola i membre de l'històric equip de la Penya que l'any 1966, sense jugadors americans, va guanyar la Lliga estatal per davant del Reial Madrid, es va retirar amb només vint-i-set anys per dedicar-se als seus estudis de peritatge industrial i dret.
Com a directiu, el 1979, va entrar a formar part del Comitè de Competició de la Federació Catalana de Basquetbol, també va formar part del Comitè d'Apel·lació, el qual va presidir entre 1990 i 1995. Durant un breu període fou conseller del Joventut de Badalona (1995-96). Es reincorporà a la Federació Catalana i entre el 1998 i el 2002 fou secretari, després vicepresident des de 2002 a 2010 i el desembre del 2010, assolí el càrrec de president. També ocupa una de les vicepresidències de la Federació Espanyola de Basquetbol des del 2004. Des que ha arribat a la presidència de la federació catalana, l'ha reestructurada per donar resposta a les necessitats actuals dels clubs tot adaptant-la a les noves tecnologies. Ha potenciat la Fundació del Bàsquet Català amb esdeveniments, actes i projectes culturals, i també ha potenciat el Projecte BQSolidari un espai on tenen cabuda projectes solidaris amb el bàsquet com a protagonista